# Molophilus parerebus
Molophilus parerebus là một loài ruồi trong họ Limoniidae. Chúng phân bố ở miền Australasia.